# Erik Beijar
Erik Beijar (Vaasa, 1921. május 12. – Vaasa, 1993. november 8.) válogatott finn labdarúgó, olimpikon, nemzetközi labdarúgó-játékvezető.

## Pályafutása

### Labdarúgóként
1944-ben és 1946-ban a Vasa IFK bajnokcsapat tagja, pozíciója középpályás csatár. 1939-től 1953-ig volt tagja a nemzeti tizenegynek. Finnországban, Az 1952. évi nyári olimpiai játékok labdarúgó tornáján a nemzeti tizenegy tagjaként szerepelt. Válogatott mérkőzéseinek száma: 36.

### Játékvezetőként

#### Nemzeti játékvezetés
Az aktív labdarúgást befejezve jelentkezett tanfolyamara, 1961-ben lett hazája I. Ligás játékvezetője. A nemzeti játékvezetéstől 1971-ben vonult vissza.

#### Nemzetközi játékvezetés
A Finn labdarúgó-szövetség Játékvezető Bizottsága (JB) 1961-ben terjesztette fel nemzetközi játékvezetőnek, a Nemzetközi Labdarúgó-szövetség (FIFA) bíróinak keretébe. Több nemzetek közötti válogatott és klubmérkőzést vezetett. A finn nemzetközi játékvezetők rangsorában, a világbajnokság-Európa-bajnokság sorrendjében többedmagával a 11. helyet foglalja el 2 találkozó szolgálatával. Az aktív nemzetközi játékvezetéstől 1971-ben búcsúzott.

#### Labdarúgó-világbajnokság
A világbajnoki döntőhöz vezető úton Angliába  a VIII., az 1966-os labdarúgó-világbajnokságra a FIFA JB játékvezetőként alkalmazta.

##### 1966-os labdarúgó-világbajnokság

###### Selejtező mérkőzés
| Időpont         | Helyszín               | Mérkőzés típusa           | Mérkőzés                | Eredmény | Nézők száma |
| --------------- | ---------------------- | ------------------------- | ----------------------- | -------- | ----------- |
| 1965. május 23. | Lenin Stadion, Moszkva | előselejtező (7. csoport) | Szovjetunió–Görögország | 3 : 1    | 79 641      |

#### Labdarúgó-Európa-bajnokság
Az európai-labdarúgó torna döntőjéhez vezető úton Belgiumba a IV., az 1972-es labdarúgó-Európa-bajnokságra az UEFA JB játékvezetőként foglalkoztatta.

##### 1972-es labdarúgó-Európa-bajnokság

###### Selejtező mérkőzés
| Időpont         | Helyszín               | Mérkőzés típusa           | Mérkőzés           | Eredmény | Nézők száma |
| --------------- | ---------------------- | ------------------------- | ------------------ | -------- | ----------- |
| 1971. június 7. | Lenin Stadion, Moszkva | előselejtező (4. csoport) | Szovjetunió–Ciprus | 6 : 1    | 21 159      |